# Республика Конго на Олимпийских играх
Республика Конго принимала участие в 13 летних Олимпийских играх. Страна дебютировала на летних Олимпийских играх в Токио в 1964 году. С тех пор участвовала во всех летних Играх, кроме Игр 1968 года в Мехико и 1976 года в Монреале. В зимних Олимпийских играх Республика Конго не участвовала. 
Спортсмены этой страны никогда не завоёвывали олимпийских медалей. В 2016 году Франк Элемба занял четвёртое место в толкании ядра на Играх в Рио-же-Жанейро, от бронзы его отделили 16 см.
Национальный олимпийский и спортивный комитет Конго образован в 1964 году и признан МОК в том же году.

## Таблица медалей

### Летние Олимпийские игры
| Игры                | Спортсменов          | Золото               | Серебро              | Бронза               | Всего                | Место                |
| ------------------- | -------------------- | -------------------- | -------------------- | -------------------- | -------------------- | -------------------- |
| 1964 Токио          | 2                    | 0                    | 0                    | 0                    | 0                    | —                    |
| 1968 Мехико         | не принимала участие | не принимала участие | не принимала участие | не принимала участие | не принимала участие | не принимала участие |
| 1972 Мюнхен         | 6                    | 0                    | 0                    | 0                    | 0                    | —                    |
| 1976 Монреаль       | не принимала участие | не принимала участие | не принимала участие | не принимала участие | не принимала участие | не принимала участие |
| 1980 Москва         | 23                   | 0                    | 0                    | 0                    | 0                    | —                    |
| 1984 Лос-Анджелес   | 9                    | 0                    | 0                    | 0                    | 0                    | —                    |
| 1988 Сеул           | 7                    | 0                    | 0                    | 0                    | 0                    | —                    |
| 1992 Барселона      | 7                    | 0                    | 0                    | 0                    | 0                    | —                    |
| 1996 Атланта        | 5                    | 0                    | 0                    | 0                    | 0                    | —                    |
| 2000 Сидней         | 5                    | 0                    | 0                    | 0                    | 0                    | —                    |
| 2004 Афины          | 5                    | 0                    | 0                    | 0                    | 0                    | —                    |
| 2008 Пекин          | 5                    | 0                    | 0                    | 0                    | 0                    | —                    |
| 2012 Лондон         | 7                    | 0                    | 0                    | 0                    | 0                    | —                    |
| 2016 Рио-де-Жанейро | 10                   | 0                    | 0                    | 0                    | 0                    | —                    |
| 2020 Токио          | 3                    | 0                    | 0                    | 0                    | 0                    | —                    |
| Всего               | Всего                | 0                    | 0                    | 0                    | 0                    |                      |